# Рыковы
Рыковы — дворянский род.
Александр Рыков в службу вступил в 1769 году. 17.07.1786 произведён коллежским асессором, и находясь в сем чине, 18.11.1793-го пожалован на дворянское достоинство Дипломом, с коего копия хранится в Герольдии.

## Описание герба
Щит разделен диагонально на три равные части, из коих в верхней, правой части, в зелёном поле, паук со сплетенною паутиною; в средней части, в голубом поле, и в нижней части, составленной из шахмат голубого цвета с серебром, изображены по одному чёрному дракону, которые увенчаны золотою короною и обращены в правую сторону.
На щите дворянский коронованный шлем. Нашлемник: три страусовых пера. Намёт на щите голубой, подложенный с левой стороны серебром, а с правой — зелёным цветом. Герб Рыкова внесен в Часть 1 Общего гербовника дворянских родов Всероссийской империи, стр. 138.